# Orxines
Orxines (en griego antiguo: Ὀρξίνης) era un noble aqueménida del siglo IV a. C., descendiente de Ciro II el Grande.
Estuvo presente en la batalla de Gaugamela. Pertenecía a la tribu de los pasargadas.
En el año 323 a. C., cuando Alejandro Magno regresó a Pasargadas, Orxines hizo regalos caros a Alejandro y su séquito, pero ignoró deliberadamente al amante de Alejandro, el eunuco persa Bagoas. Cuando le hablaron del afecto de Alejandro por el eunuco, Orxines respondió «que presentaba sus respetos a los amigos del rey, no a sus putas, y que no era costumbre persa considerar hombres a quienes se dejaban utilizar sexualmente como mujeres». Como resultado, Bagoas puso a Alejandro en contra de Orxines, acusándolo de robar de la tumba de Ciro el Grande, y Orxines fue crucificado y ejecutado.